# Фламанци
Фламанци или Фландријци, су германски народ, који претежно живи у Белгији, где чини око 60% становништва. Фламанци су већином католичке вероисповести, а говоре холандским језиком, посебно на дијалекту који још називају фламански холандски. Фламанаца укупно има око 7.300.000, од тога у Белгији око 6.400.000. Фламанци претежно живе у Белгијској регији Фландрији, у којој чине већинско становништво, а има их и у Бриселу, у којем чине мањину у односу на Валонце.